# Castillo de Neuilly
El castillo de Neuilly fue un antiguo château situado en Neuilly-sur-Seine, Francia. Edificado por el conde de Argenson a mediados del siglo XVIII, fue luego propiedad de Joaquín Murat y de Paulina Borghese, el primero realizó importantes ampliaciones en el castillo. No obstante, la gran transformación de Neuilly tuvo lugar a partir de 1818 cuando fue adquirido por el duque Luis Felipe de Orléans (futuro "Rey de los franceses"). Junto con el vecino castillo de Villiers, Neuilly formó parte de una gigantesca finca de 170 hectáreas que comprendía el Neuilly actual entre la Avenue du Roule y la ciudad de Levallois-Perret. Asimismo el castillo fue ampliado con multitud de alas para albergar a toda la familia.
Durante la Monarquía de Julio fue una de las residencias favoritas de la familia real, aunque continuó siendo una propiedad privada de Luis Felipe I. Es por eso que durante la Revolución de 1848 el castillo fue saqueado e incendiado, las ruinas se demolieron en 1854. Solo se conserva un ala que se integró en un nuevo convento edificado en 1907.

## Historia

### El Antiguo Régimen
El pequeño pueblo de Neuilly se desarrolló alrededor de una balsadera que permitía cruzar el Sena y que había sido creada por los monjes de la cercana abadía de Saint Denis, que además tenían su concesión. En 1606, Enrique IV y María de Médicis, de camino al castillo de Saint-Germain-en-Laye, encontraron dicho transbordador precario y peligroso, pero no fue hasta 1637, ya reinando Luis XIII, cuando se construyó el primer puente de barcas. Décadas más tarde, Luis XV encargó un nuevo puente permanente de piedra, edificado entre 1768 y 1772.
La primera noticia sobre la finca que luego sería el castillo de Neuilly la encontramos en 1668, cuando era propiedad del marqués de Nointel, alto cargo en la casa del duque Felipe de Orléans, hermano de Luis XIV. En 1702 lo adquirió un tal Monsieur de Sassenaye y en 1740 Madame de Gontaut-Biron, quien ese mismo año lo vendió al conde d'Argenson, canciller del duque Luis I de Orléans y secretario de Estado de Guerra de Luis XV. El conde hizo edificar en 1751 un nuevo castillo en orden dórico al arquitecto Jean-Sylvain Cartaud, así como crear jardines aterrazados que llegaban a las orillas del Sena. Tras su muerte en 1764, su hijo vendió el castillo, que fue pasando por varios propietarios como Monsieur Radin de Saint-Foix en 1766, la marquesa de Montesson en 1792 o los empresarios Delannoy y Wanderberghe en 1794.

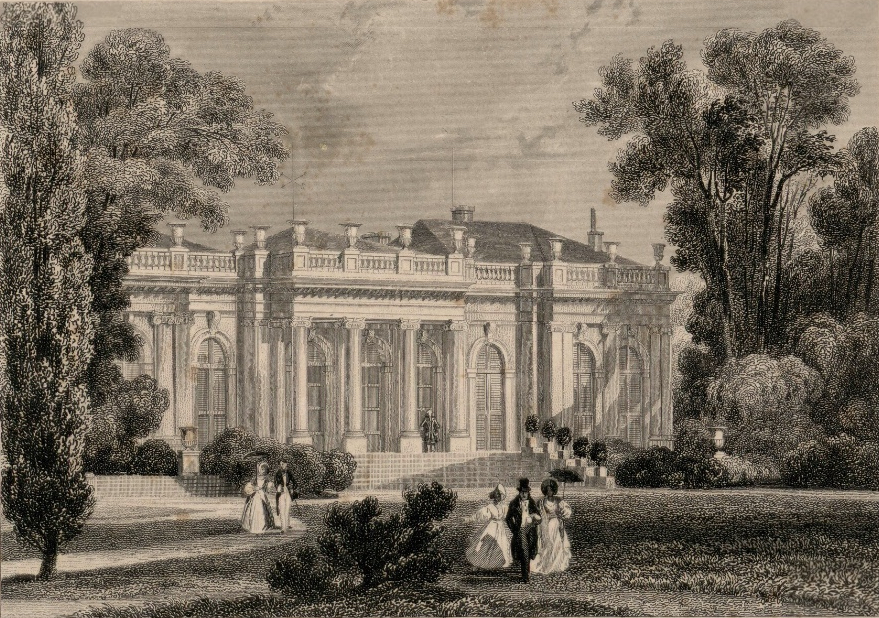
El castillo original edificado por el conde d'Argenson.

### El Imperio y la Restauración (1804-1818)
En 1804, el general Murat adquirió el castillo de Neuilly, reuniéndolo con el vecino castillo de Villiers al este, que había adquirido poco antes al general Bessières. Desde entonces, los parques de ambos castillos crearon una gran propiedad y, entre 1804 y 1807, tuvieron lugar notables reformas y embellecimientos. El castillo fue ampliado con dos alas laterales para crear el tradicional esquema en U con una cour d'honneur al centro, el ala izquierda contenía un gran comedor. Con Murat y su esposa Carolina Bonaparte, Neuilly fue escenario de grandes fastos, como la fiesta celebrada el 23 de mayo de 1805 a raíz de la coronación de Napoleón como rey de Italia en el Duomo de Milán. Pese al interés y a las reformas que los Murat habían realizado, en 1808, al ser nombrados reyes de Nápoles, tuvieron que ceder todas sus propiedades francesas a la Corona, que pasaron a integrar el domaine extraordinare. Napoléon, a su vez, cedió Neuilly a su hermana Paulina, que no realizó intervenciones en el castillo y lo visitó escasamente, considerando que estaba demasiado próximo a la capital y era poco salubre debido a las aguas estancadas del Sena. El castillo de Villiers, por su parte, fue cedido al príncipe Kourakin, embajador ruso.
En 1814, con la Restauración borbónica, la finca con los castillos de Neuilly y Villiers volvió a integrar los bienes de la Corona. Luis XVIII ofreció Neuilly al duque de Angulema, que lo rechazó alegando, nuevamente, su insalubridad, aunque aceptó el castillo de Villiers con intención de crear un acaballadero en él, aunque tuvo que renunciar al proyecto dado su alto coste. En 1818, finalmente, el monarca decidió vender los castillos al duque Luis Felipe III de Orléans a cambio de las céntricas caballerizas "de Chartres" situadas justo delante de las Tullerías. La venta se hizo por un total de 1,3 millones de francos contra 1,8 pagados por los establos.

### El castillo de Luis Felipe de Orléans (1818-1848)

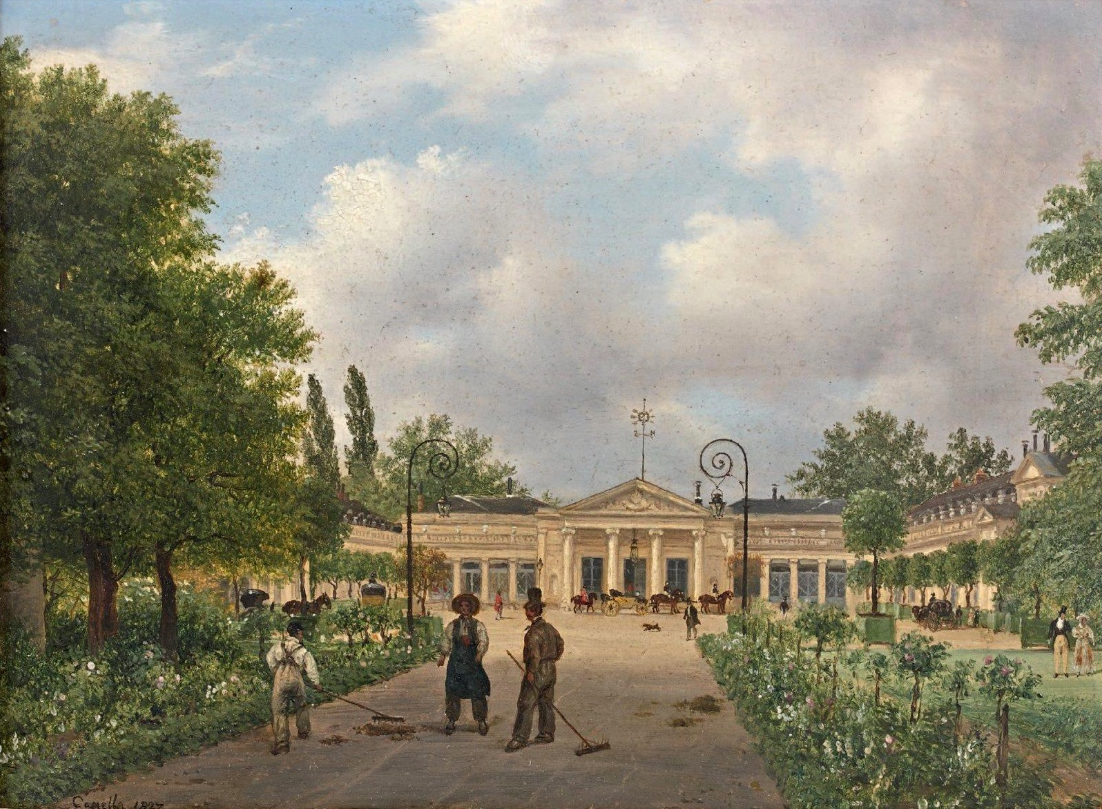
El Château de Neuilly hacia 1827, del pintor italiano Giuseppe Canella

Desde su retorno del exilio en Inglaterra en 1817, Luis Felipe de Orléans y su familia habían estado buscando una residencia de campo adecuada, pues su castillo de Raincy había sido derribado durante la revolución y el de Villers-Cotterêts se había convertido en prisión. Después de visitar varios castillos, el duque se decidió por Neuilly-Villiers, pese a su insalubridad y a la disparidad de posesiones que amalgamaba la finca. Asimismo, a pesar de su poética localización, Neuilly presentaba otros inconvenientes, como el pequeño tamaño del parque, la incómoda distribución del castillo, las alas de servicio mal comunicadas por estrechos y largos pasajes que servían también a otras propiedades o la lejanía entre ambos castillos. Luis Felipe dedicaría los diez años siguientes a paliar estos fallos y a embellecer la propiedad.
En primer lugar se adquirió un gran número de propiedades circundantes, incluida la entera llanura de Villiers, para garantizar la privacidad del castillo de Neuilly, pagándose a veces el triple de su valor real. Seguidamente empezaron las labores de saneamiento en las riveras del río, pues ya en el verano de 1818, el duque había visto su mal estado, llenas de malas hierbas, barro y aguas estancadas. Varios islotes y bancos de arena en el Sena fueron adquiridos en 1821, se construyeron malecones para favorecer el fluir de las aguas y la navegación fluvial y se instalaron varias bombas de agua para garantizar el subministro en los edificios y el parque. Asimismo se edificaron puentes de hierro que permitían conectar los jardines con las islas del Sena, y en la isla de la Jatte se instaló el llamado Temple de marbre traído de la Folie de Chartes (actual Parque Monceau), que el padre del duque, Felipe Igualdad, había mandado crear a finales del siglo XVIII.
Paralelamente también tuvieron lugar importantes transformaciones en el castillo, que no paró de ampliarse, las obras fueron dirigidas por el célebre arquitecto Pierre-François-Léonard Fontaine, que ya trabajaba en el Palais-Royal, residencia parisina del duque. Hasta 1831, las obras fueron constantes: la ampliación del ala derecha en 1820; las cocinas y la restauración del castillo de Villiers en 1821; la capilla, bodegas y alojamientos del servicio en 1822; la fachada principal y la verja y puertas de entrada en 1823-24; los invernaderos y cisternas en 1825; los acueductos para el drenaje de las aguas en 1827; las cocheras y el puente de hierro sobre el río en 1828; los aposentos del duque de Chartres, del duque de Nemours y los establos nuevos entre 1829 y 1831.
Al concluir las obras, la propiedad alcanzaba los 650 arpendes (en 1750 tenía 33), y tenía 30 alojamientos principales, 500 camas para el séquito, establos con capacidad para 200 caballos y 40 coches, así como espacio para una guardia de 150 soldados de infantería y 100 de caballería.
A la Casa de Orleans le gustaba especialmente Neuilly, utilizándolo como su residencia de verano; sus edificios largos y bajos proporcionaban un ambiente bucólico y familiar apto para el estilo de vida burgués de la familia, asimismo, el parque, en su mayor parte arbolado, estaba rodeado por un alto muro fortificado que impedía la entrada de miradas indiscretas. Fue el lugar de nacimiento de tres de los hijos de Luis Felipe y María Amelia: la princesa Clémentine (1817), el príncipe de Joinville (1818) y el duque de Montpensier (1824). Durante la Revolución de 1830, Luis Felipe y su familia se encontraban veraneando en Neuilly. El duque, ante los rumores de que los diputados liberales querían ofrecerle el trono y las tropas realistas detenerlo, abandonó Neuilly la madrugada del 30 de julio para instalarse en el más lejano castillo de Raincy. Volvió por la tarde del día siguiente para aceptar la "Lugartenencia del reino", antes de ser proclamado "Rey de los franceses" el 9 de julio. 
Durante la Monarquía de Julio (1830-1848), Neuilly no pasó a integrar el Domaine de la Couronne (Patrimonio de la Corona) con las tradicionales residencias reales (Tullerías, Fontainebleau, Versalles...) sino que constituyó junto con las otras residencias de los Orléans (Raincy, Eu, Bizy...) el llamado Domaine privé du Roi (Patrimonio privado del Rey). 
La familia real siguió usando Neuilly como su principal residencia estival. Por lo general, la corte se instalaba en Neuilly en mayo, proveniente de las Tullerías y solía quedarse hasta mediados del verano, hacia finales de julio, cuando se trasladaba a Saint-Cloud o partía al castillo de Eu en las costas normandas para tomar los baños de mar.

### La Revolución de 1848
La Revolución de 1848 obligó al rey Luis Felipe I a abdicar y a huir del país junto con su familia, al tiempo que el palacio de las Tullerías era saqueado por una muchedumbre. La misma surte corrieron las residencias privadas del monarca, el Palais-Royal y Neuilly, atacadas con más saña y casi destruidas por completo al no considerarse parte del patrimonio nacional francés. El día 23 de febrero, el castillo fue reforzado con un destacamento de soldados por temor a posibles altercados, no obstante, el día siguiente, al mismo tiempo de la huida del rey y del saqueo de las Tullerías, nada ocurrió en Neuilly. No fue hasta el viernes 25, cuando, tras la pacificación de París, los desórdenes se trasladaron a las afueras. Por la mañana, una muchedumbre se agolpaba a las verjas del castillo, mientras los soldados se retiraban. Queriendo evitar males mayores, el conserje del castillo decidió abrir las puertas para que los ciudadanos pudieran visitar libremente el parque. La Guardia Nacional de Neuilly optó por no actuar.
Ante la avalancha de gentío, cada vez más ebrio y más violento, a los escasos vigilantes y empleados del castillo les fue imposible mantener el orden. A partir de las cuatro de la tarde, se entró a los aposentos regios y se produjeron algunos robos de objetos menores; en zonas menos vigiladas como el patio de las cocinas, se empezó a lanzar los muebles de las habitaciones del servicio por las ventanas, con intención de encender una pira. Hacia las seis de la tarde varios hombres se introdujeron en el ala izquierda destrozando muebles, arañas y cuadros con largas barras de hierro. Una hora después, se encendió la pira de muebles del patio de las cocinas, y la muchedumbre lanzó rescoldos al interior de los vecinos aposentos del duque de Nemours: el castillo empezó a arder, sin que los bomberos, saboteados y atacados por los violentos, pudieran hacer nada por evitarlo. Mientras el incendio avanzaba, una orgía tenía lugar en el dormitorio de la pía reina María Amelia, antes de reunirse todos los muebles en el centro de la sala y quemarlos, desatando otro fuego en el ala central. También en la cour d'honneur se había encendido otra pira con los muebles y cuadros de los aposentos del rey, incluidos los preciados libros de su biblioteca. Con el incendio devastando Neuilly, varios empleados, gente humilde y alumnos de la École polytechnique enviados por el Gobierno provisional se esforzaron por salvar lo que pudieron, como cuadros, libros raros y la argenterie. A medianoche los techos del castillo se hundieron, mientras a lo lejos una columna de humo indicaba que el cercano castillo de Villiers también había sido incendiado.
A lo largo de toda la noche y la madrugada, continuaron los intentos por ralentizar el fuego y salvar lo que se pudiera en medio del caos general y de las amenazas de hombres y mujeres que querían destruirlo todo. Hasta las siete de la mañana no apareció la policía, y entonces se pudo trasladar hasta el ayuntamiento de Neuilly lo que se había rescatado. No obstante, la destrucción continuó en el anexo petit château, intacto hasta entonces, y los libros salvados de la biblioteca siguieron esparcidos por los jardines hasta bien entrada la mañana. El saqueo y el tumulto dio fin a las diez, cuando el general Ordener y sus tropas ocuparon la propiedad.
El vino de las bodegas del castillo, no solo sirvió de reclamo para gentes y violentos de los pueblos circundantes, sino que también contribuyó a los excesos y a la destrucción. Durante toda la noche, las bodegas fueron el escenario de orgías y excesos.

### Las ruinas y el derribo (1848-1854)
Las ruinas del castillo y la finca siguieron perteneciendo a Luis Felipe (hasta su muerte en 1851) y luego a sus herederos. En 1852, Napoléon III decretó la confiscación de los bienes de la Casa de Orleans, y dos años después se empezó a parcelar la propiedad. Se configuró el nuevo municipio de Neuilly-sur-Seine gracias a la creación de 700 parcelas, siete bulevares de 30 metros de ancho y nueve calles limitadas a 15 metros de ancho. La única ala que sobrevivió del castillo de Neuilly, el llamado Pavillon de Madame Adélaïde en referencia a la princesa Adelaida (hermana del rey), fue ocupado por varias instituciones, entre ellas un pensionado y un taller para muchachas pobres. En 1907 fue comprada por la congregación de las Sœurs de Saint-Thomas de Villeneuve, que procedieron a ampliarla para transformarla en convento. La congregación aún permanece en el edificio.